# Park (2016)
Park ist ein Filmdrama von Sofia Exarchou, das am 9. September 2016 im Rahmen des Toronto International Film Festivals seine Premiere feierte.

## Handlung
Das Olympische Dorf in Athen, wo sich 2004 noch Sportler aus aller Welt auf die Olympischen Sommerspiele vorbereiteten, ist mehr als zehn Jahre später von vielen vergessen und liegt verlassen und verfallen zwischen einigen ebenfalls nicht mehr genutzten Sportstätten. An diesem fast menschenleeren Ort sind nur einige Arbeiterfamilien untergebracht, nachdem nach Ende der Spiele die Gebäude als Wohnungen freigegeben wurden. Zu den Bewohnern zählt auch eine Gruppe von Jugendlichen, deren Spielplatz bisher immer die Ruinen gewesen sind. Die älteste der Gruppe ist die 22-jährige Anna. Gemeinsam mit dem der 17-jährigen Dimitris, mit dem sie eine Beziehung beginnt, besucht sie des Öfteren ein Nobelresorts, das sie schwimmend über das Meer erreichen. Hier beobachten sie, wie die reichen, ausländischen Touristen leben.

## Hintergrund
Während sich das Olympische Dorf in Athen im Rahmen der Olympischen Sommerspiele 2004 noch schick und farbenfroh präsentierte, verfiel es in den folgenden Jahren zunehmend und wurde zu einer Geisterstadt, weil das Geld für die Instandhaltung fehlte.

## Produktion

### Stab und Besetzung
Es handelt sich bei Park um das Spielfilmdebüt von Sofia Exarchou. Sie schrieb auch das Drehbuch zum Film. Exarchou wurde in Athen geboren und studierte dort an der Polytechnischen Hochschule, später an der Stavrakos Film School und auch Schauspielerei am Stella Adler Studio of Acting in New York.
Für die beteiligten Nachwuchsschauspieler war der Film das erste oder zweite Engagement, das sie erhalten hatten: Dimitris Kitsos übernahm die Rolle von Dimitris, Dimitra Vlagopoulou die Rolle von Anna und Enuki Gvenatadze die Rolle von Markos. Der dänische Schauspieler Thomas Bo Larsen spielt im Film Jens.

### Veröffentlichung
Der Film feierte am 9. September 2016 im Rahmen des Toronto International Film Festivals seine Premiere und wurde ab 16. September 2016 als Wettbewerbsfilm auf dem San Sebastián Film Festival gezeigt. Ab 9. Oktober 2016 wurde der Film beim Internationalen Filmfestival Warschau und ab 13. Oktober 2016 im Rahmen des London Film Festivals vorgestellt. Am 9. März 2017 kam der Film offiziell in die griechischen Kinos. Im Juni 2017 wurde der Film beim Filmfest München vorgestellt.
Bereits 2015 war Exarchous Filmprojekt beim Internationalen Filmfestival Karlovy Vary vorgestellt worden, wo der in Vorbereitung befindliche Film mit dem Works-in-Progress Prize ausgezeichnet wurde.

## Auszeichnungen (Auswahl)
Internationales Filmfestival Karlovy Vary 2015
- Auszeichnung mit dem Works-in-Progress Prize

San Sebastian International Film Festival 2016
- Nominierung als Wettbewerbsfilm
- Auszeichnung mit dem Premio Kutxa-Nuevos Directores (Sofia Exarchou)[8]

Internationales Filmfestival von Stockholm 2016
- Nominierung für das Bronzene Pferd in der Kategorie Bester Film (Sofia Exarchou)

Internationales Filmfestival Thessaloniki 2016
- Auszeichnung als Beste Schauspielerin (Dimitra Vlagopoulou)

Toronto International Film Festival 2016
- Nominierung als Bester Film für den International Critics’ Award

San Francisco International Film Festival 2017
- Nominierung für den Golden Gate Award New Directors Prize – Narrative films (Sofia Exarchou)[9]

Créteil International Women’s Film Festival 2017
- Auszeichnung als Bester Erstlingsfilm (Special Mention für Sofia Exarchou)